# Neutralitat de la xarxa
La neutralitat de la xarxa es considera un dels principis fonamentals d'Internet, el qual es basa en l'exclusió de tota discriminació en funció de l'origen, la destinació o el contingut de la informació tramesa a través de la xarxa.
Tim Wu, professor de dret a la Universitat de Colúmbia a Nova York, va popularitzar el concepte de neutralitat a la xarxa en un article aparegut el 2003 i amb el títol de Network Neutrality, Broadband Discrimination.
Cal dir que els equipaments tècnics que formen part de la xarxa d'Internet ja permeten ara mateix una gestió discriminatòria del trànsit. Així doncs, la discussió avui en dia se centraria a determinar si aquest principi cal que estigui com a dret garantit a les diferents legislacions.

## Principi

### Definició
La neutralitat de la xarxa exclou tota discriminació en funció de l'origen, la destinació o el contingut de la informació tramesa a través de la xarxa. Igualment, aquest principi garanteix que els usuaris no hagin d'enfrontar-se a cap gestió del trànsit d'Internet que limiti llur accés a les aplicacions i als serveis distribuïts a la xarxa.
La neutralitat de la xarxa assegura que el flux d'informació no es bloqui ni es degradi, ni sigui afavorit pels operadors de telecomunicacions, i permet d'aquesta manera que els usuaris facin servir lliurement l'arquitectura de les comunicacions.
Una xarxa neutral és aquella que està lliure de restriccions pel que fa als continguts, als llocs web o plataformes, i on la comunicació no està degradada de forma irracional.
A les trobades mundials de programari lliure de 2009, Benjamin Bayart, pioner d'Internet a França, va proposar quatre principis essencials de la neutralitat de la xarxa:
- Transmissió de les dades pels operadors sense que se n'examini el contingut
- Transmissió de les dades sense tenir en compte l'origen o la destinació de les dades
- Transmissió de les dades sense privilegiar cap protocol de comunicació
- Transmissió de les dades sense alterar-ne el contingut

## Diversos posicionaments
Pel que fa a la neutralitat de la xarxa, hi ha diversos posicionaments. Els que se situen a favor asseguren que les companyies de telecomunicació intenten imposar el seu model de servei per beneficiar-se del control del servei, més que per la demanda dels seus serveis. Altres asseguren que la neutralitat de la xarxa és fonamental per preservar les nostres llibertats. Vint Cerf, co-inventor del Pròtocol d'Internet, va assegurar que "Internet es va dissenyar sense cap guardià sobre els continguts o serveis. Es necessita una regla de neutralitat suau però aplicable perquè Internet continuï creixent".
Per altra banda, els que s'oposen a aquest principi, qualifiquen les regles de neutralitat com "una solució en busca d'un problema" i consideren que reduirien els incentius per actualitzar les xarxes i llançar nous serveis de la nova generació.

### Control de la ciutadania
Diferents veus sostenen que l'anomenada neutralització de la xarxa és en realitat un mètode per tal de controlar els ciutadans. Tenint ordinadors o smartphones que els permeti accedir al web, les principals companyies transcontinentals, com Google o Facebook, podrien controlar els seus ciutadans mitjançant programes de recollida d'informació i dades com aquell denunciat per Edward Snowden (el projecte PRISM). El cas més il·lustratiu d'aquestes veus el té el Brasil que va decidir neutralitzar internet després que es descobrís l'espionatge a la presidenta del país Rusself. Per contra, limitar l'accés dels usuaris a determinats espais d'internet també pot ser un mètode de control, especialment en termes de ciberseguretat, a la vegada que la privació d'una llibertat de la que avui dia gaudim.

## Iniciatives a favor de la neutralitat de la xarxa
La neutralitat a la xarxa ha estat en debat durant els últims anys. Diversos grups o governs n'estan a favor i d'altres en contra. El principal tema de debat és si cal introduir-ho a la legislació de cada país.
Alguns països però, ja han promogut alguna iniciativa a favor:
- Xile: El juny de 2010 el seu Parlament va introduir la neutralitat a la xarxa a la seva legislació. En aquell moment, es converteix en el primer país del món en mostrar el seu suport envers aquest principi.
- Països Baixos: És el primer país europeu en aprovar una llei que prohibeix que les operadores mòbil bloquegin o cobrin als consumidors una tarifa extra per fer ús de productes determinats. Amb aquesta llei, les empreses de telefonia no podran cobrar als consumidors pel sol fet de fer servir aplicacions com WhatsApp o Skype.
- Equador: L'any 2012, a través d'un organisme de regulació estatal, es publica un Reglament que a l'article 15/6 textualment diu: "Fer ús de qualsevol aplicació o servei que ofereixin els prestadors de serveis no hauran de distingir ni prioritzar de forma arbitrària contingut, serveis, apicacions o altres basant-se en criteris de prioritat, marca, font d'origen o preferència".
- Brasil: després de l'esclat del cas Edward Snowden, el país va reaccionar volent neutralitzar la xarxa de manera a poder controlar mails, cables, webs... en territori nacional. És una contraresposta a l'espionatge nord-americà passant per la mateix arma: espionatge.[1]

## Iniciatives contràries a la neutralitat de la xarxa

### Espanya
L'any 2010 es van presentar al Senat mocions per lluitar en contra de la seva desaparició. La neutralitat de la xarxa en aquells moments es trobava en perill a Espanya. Es van presentar diversos manifests, per una banda a nivell populars i per altra des de l'Associació d'Internautes (AI). Des de l'AI, es defensava que la xarxa s'ha de poder desenvolupar sense cap mena de control i s'insta al govern espanyol que tingui en compte la neutralitat de la xarxa en qualsevol llei que aprovi. Segons l'AI, "la xarxa, per disseny, des de la seva creació, flueix de manera lliure, sense discriminacions amb relació a l'origen, destí, protòcol o contingut". Per aquest motiu no contemplen la possibilitat que la llei imposi al servei "autoritzacions ni acords previs" per a ampliar els seus continguts o accedir a ells, ja que seria una barrera que va en contra de la naturalesa pròpia de la xarxa. Tot i que bona part de la Unió Europea sembla estar a favor de la neutralitat de la xarxa, durant els anys 2016 i 2017 algunes empreses han començat a aprofitar les llacunes legals que ens apropen a la fragmentació d'internet. A l'Estat espanyol, Vodafone ofereix actualment paquets de serveis que es venen per separat pels quals no s'han d'utilitzar dades de la tarifa d'internet al mòbil

### Estats Units
El govern republicà dirigit per Donald Trump ha previst acabar amb la neutralitat de la xarxa el mes de desembre de 2017, sent el senat l'única cambra restant que pot evitar això. D'aquesta manera pretén derogar la llei aprovada l'any 2015 per Barack Obama que reservava el dret del lliure accés a la xarxa per part dels usuaris sense que cap proveïdor pogués interferir-hi. És per aquest motiu que els ciutadans que hi son en contra d'aquesta reforma han llançat la campanya "Save the internet" amb la qual esperen conscienciar al món del que suposa perdre la neutralitat a més de rebre el suport del senat.
La Comissió Federal de Comunicacions dels Estats Units aprova el 14 de desembre de 2017 una norma sobre el servei d'internet que acaba amb la neutralitat de la xarxa, protegida fins ara per la normativa d'Obama.
La norma fou impulsada per una majoria republicana, que derogà el principi que protegia internet com a servei públic de lliure i igual accés. Per altra banda, s'oposaren els dos representants demòcrates deixant el recompte en 3 vots a favor i dos en contra.

### Portugal
A Portugal la situació és distinta, des de fa anys és habitual que les companyies de telefonia ofereixin la tarifa de dades mòbils per paquets, delimitant cada megabyte a un servei específic, de manera que la contractació s'ha de fer de forma fragmentada. Un exemple és la companyia MEO on els usuaris han de triar la quantitat de dades que volen dedicar a vídeos, xarxes socials, missatgeria, música...etc.